# さかいケーブルテレビ
さかいケーブルテレビ株式会社（Sakai Cable Television Co., Ltd.）は、福井県坂井市に本社を置き、同市および同県あわら市をサービスエリアとしているケーブルテレビ局である。略称はSCTV。

## 沿革
- 2001年（平成13年）
  - 1月12日 - 福井ケーブルテレビ(FCTV)、坂井郡丸岡町・春江町（いずれも当時、現：坂井市）などの出資により丸岡春江タウンテレコム株式会社（まるおかはるえタウンテレコム）設立[1]。
  - 2月21日 - 総務省北陸総合通信局より有線テレビジョン放送施設の設置許可（丸岡町・春江町）[1]。
  - 11月6日 - 丸岡春江タウンテレコムが開局[1][3]。放送開始と同時に丸岡春江タウンテレコムインターネットサービス[4]も利用可能となる。
- 2002年（平成14年）7月1日 - 丸岡春江タウンテレコムインターネットサービスの運営を、同日に設立されたミテネインターネットへ移管（受付業務は継続）[4]。
- 2003年（平成15年）
  - 4月7日 - 総務省北陸総合通信局より有線テレビジョン放送施設変更（坂井郡芦原町・金津町=現：あわら市、坂井町・三国町=現：坂井市への拡大）許可、それまでに4町による出資を受ける。
  - 10月 - 上記4町（現2市）の一部でサービス提供開始。
- 2005年（平成17年）12月1日 - 整備を完了し現在の坂井市・あわら市全域においてサービス提供開始。
- 2006年（平成18年）
  - 5月1日 - 地上デジタルテレビジョン放送再送信サービス開始[5]。
  - 9月1日 - 会社名をさかいケーブルテレビ株式会社に変更[6]。

## サービスエリア
全て福井県。
- 坂井市[1]
- あわら市[1]

## ケーブルテレビ
ラジオ局の再送信サービスは実施していない。

## インターネット
福井ケーブルテレビのインターネット接続の各サービスが利用可能。契約および料金支払はさかいケーブルテレビを通じて行う。